# كريس جوهانسون
كريس جوهانسون (بالإنجليزية: Chris Johanson)‏ هو رسام أمريكي، ولد في 1968 في سان خوسيه في الولايات المتحدة.

## وصلات خارجية
- الموقع الرسمي